# Conspirația lui Catilina

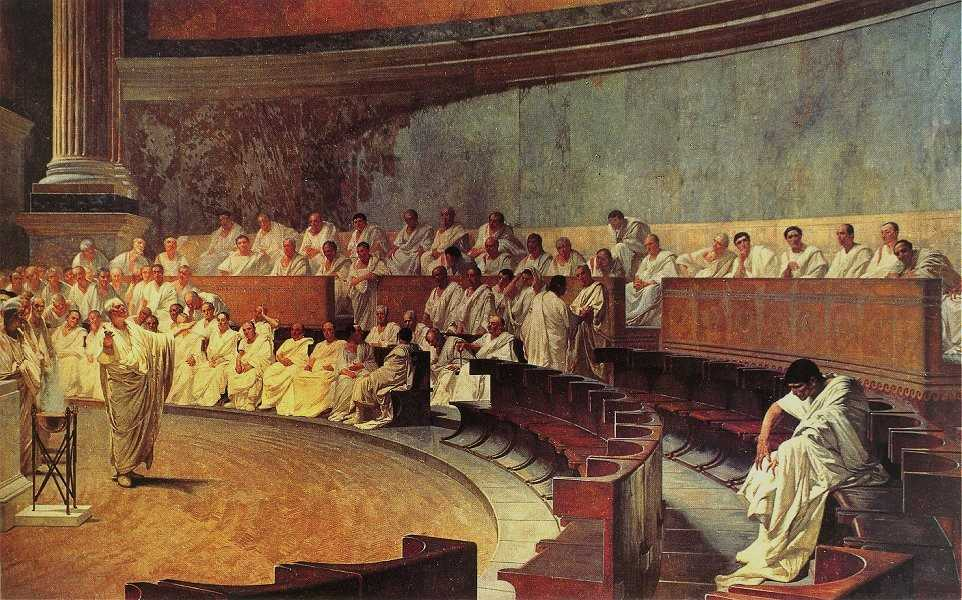
Discursul lui Cicero tinut in Senat

108 i.Hr. - Se naște Lucius Sergius Catilina în una din cele mai vechi și mai nobile familii romane, gens Sergia. 
- Intră în viața politică și parcurge "cursus honorum"
67 i.Hr.  - Este ales praetor.
66 i.Hr   - Este ales proprietar al Provinciei Africa, pe care ulterior o jefuiește.
-  Vrea să candideze la consulat pentru consulat, dar este respins din cauza abuzurilor făcute.
- Catilina organizează o conspirație cu scopul de a-i ucide pe consulii aleși, Malius Tarquantus și Aurelius Cotta, dar dă greș.
65 i.Hr   - Încă nu poate candida la consulat pentru că procesul său nu fusese încă judecat.
64.i.Hr.  - Candidează împreună cu Cicero și Antonius Hibrida dar pierde.
63.i.Hr   - Candidează iar dar pierde și nu mai are voie să candideze.
- Organizează altă conspirație prin care vrea să-i ucidă pe toți de la conducere și să instaureze un regim de putere personală. Alături de el au fost plebeii nevoiași, nobili scăpatați, foști soldați ai lui Marius, proscriptori ai lui Sula și plebea societății.
- Pe 21 octombrie i.Hr. Cicero descoperă planul lui Catilina. Senatul îi acordă lui Cicero puteri discreționale pentru menținerea ordinii ("senatus consultum ultimum"). 
- În noaptea de 6 spre 7 noiembrie, în casa lui Marcus Porcius Laeca, din mahalaua Romei, se adună Catilina și acoliții săi și plănuiesc uciderea lui Cicero în ziua următoare.
- Cicero află la timp și ține patru discursuri de acuzare "In Catilinam orationes quator": primul este rostit în seara de 6 spre 7 noiembrie. Al doilea a fost rostit pe data de 9 noiembrie în senat prin care Cicero aduce la cunostință planurile lui Catilina. Al treilea este rostit în for la data de 3 decembrie, prilej cu care Cicero anunță poporul despre conspirație, solicitând intervenția Senatului pentru pedepsirea lui Catilina. Ultimul discurs este ținut la 5 decembrie, discurs la care iau parte oameni politici importanți ai vremii: Decimus Silamus ce propune pedeapsa cu moartea, Caesar ce prevede închiderea conjuraților în diferite municipii și confiscarea bunurilor, Cato ce votează executarea conspiratorilor și Cicero care intervine și susține pedeapsa cu moartea și confiscarea bunurilor.
- Catilina este silit să plece și devine "hostis publicus", dar îi dă instrucțiuni lui Lentulus pentru continuarea acțiunilor.